# Coucoucache
Coucoucache (Coucoucache 24A) är ett reservat för atikamekw i provinsen Québec i Kanada. Det ligger i regionen Mauricie, i den sydöstra delen av landet, 300 km nordost om huvudstaden Ottawa. Större delen av reservatet översvämmades när Réservoir Blanc anlades 1932. Återstoden saknar sedan dess fast bosättning och förvaltas av Wemotaci.